# Feuerstab
Feuerstab ist ein Spielgerät zum Spinning, einem Teilgebiet des Jonglierens. Neben dem Entzünden eines Stabes mit Feuer kann dieser auch beispielsweise mit LEDs oder mit Schwarzlicht reflektierenden Beschichtungen beleuchtet werden. Bei den meisten Feuerstäben befindet sich an den Enden eine Wicklung mit Dochtband, die mit einem Brennstoff getränkt und entzündet wird.

## Herkunft
Der Stab entstammt der Kampfkunst, wo er als Waffe (siehe Bō) verwendet wird.

## Spielarten

### Normales Spinning
Beim normalen Spinning wird der Stab in einer oder in beiden Händen gehalten. Durch das Übergeben von der einen in die andere Hand und durch Ändern der Drehrichtung relativ zur Rotationsachse wird erreicht, dass für einen Beobachter sich der Stab durchgehend ohne sichtbare Richtungswechsel dreht.

### Contact
Contact erweitert den Bewegungshorizont des Artisten. Beim Contact wird der Stab nicht mehr die ganze Zeit fest in der Hand gehalten, sondern er wird um Körperteile gedreht.

### Würfe
Bei den Würfen werden die Stäbe (meist drei) jongliert und in kreisförmigen Bewegungen geworfen, wobei sie jedes Mal aufs Neue in Rotation gebracht werden.